# Heartkiller
A Heartkiller magyar metalzenekar 2011-ben alakult Debrecenben. A kezdeti pop-rock vonalat idővel felváltotta egy sokkal keményebb, mégis dallamos metal zene, ahogy teret engedtek a keményebb zenei hatásaiknak. Indulásuk óta számos rendezvényen, fesztiválon, motorostalálkozón és klubkoncerten fordultak meg szerte az országban, többek között Felvidéken és Erdélyben is. Több neves hazai előadó (pl. Kowalsky meg a Vega, Road, Depresszió, Leander Kills, Bikini, Lord, Moby Dick, Akela, Omen) társaságában volt szerencséjük megmutatni magukat.

## A Heartkiller története

### Kezdeti évek (2005-2012)
A Heartkiller zenekar megalapításának gondolata 2005 őszére nyúlik vissza: Nagy Gábor "Kenny" és Kis Sándor Poisoned Tear néven kezdte meg tevékenységét, majd néhány év zajongás és kísérletezés után 2010-ben feloszlott a banda. Ezt követően Kenny új zenésztársakat gyűjtött maga köré, hogy új célokkal és friss lendülettel váltsa valóra elképzeléseit. Megszületett a Black Jack, ami a későbbi Heartkiller egyfajta előfutára volt. Kevesebb mint két hónap után már négy saját dalt írtak, debütáló koncertjüket pedig a Debreceni Virágkarnevál nagyszínpadán adták több mint kétezer néző előtt. 2011 nyarán kezdődtek meg az első stúdiómunkák, a teljes felvétel (négy dal: Újjászülettem, Egyetlen szerelmem, Te vagy a fény, Minden pillanat) elkészültével pedig hivatalosan is felvette a zenekar a Heartkiller nevet. A 2012-es év koncertezéssel, dalszerzéssel telt, majd ismét stúdióba vonultak, hogy a korábbi számokkal kiegészítve elkészítsék első lemezüket. Így született meg a „Mese”, a banda debütáló albuma. A zenekar életének első szakasza itt ért véget.

### Stílusváltás, turné határon innen és túl (2012-2018)
Kezdetben a pop-rock vonalon tevékenykedtek, majd 2015-ben zenei irányt váltottak. Innentől kezdve, zenei stílusuk leginkább melodic metalként definiálható, melodic death elemekkel és fülbemászó dallamokkal, majdnem poprefrénekkel ötvözve. Hangzásuk súlyosabb, mondanivalójuk elgondolkodtató és leginkább negatív vagy keserédes hangvételű. Szövegeik magyar nyelven íródnak, és olyan témák jelennek meg bennük, mint a küzdés, harc az élettel és önmagukkal, csalódottság, depresszió, elmúlás, szerelem, ember és Isten kapcsolata, valamint a társadalomkritika. 2015-ben elkészült a "Küzdj az álmodért" című kislemez, majd 2016-ban megjelent az "Érzéki csalódás" című ep, amit magyarországi koncertsorozat követett, már határon túl is (Dunaszerdahely - Szlovákia), ezután 2017-ben az "Élvezd" című minialbum, amit szintén klubkoncerteken és motoros fesztiválokon mutattak be a közönségnek, első alkalommal Erdélyben is.

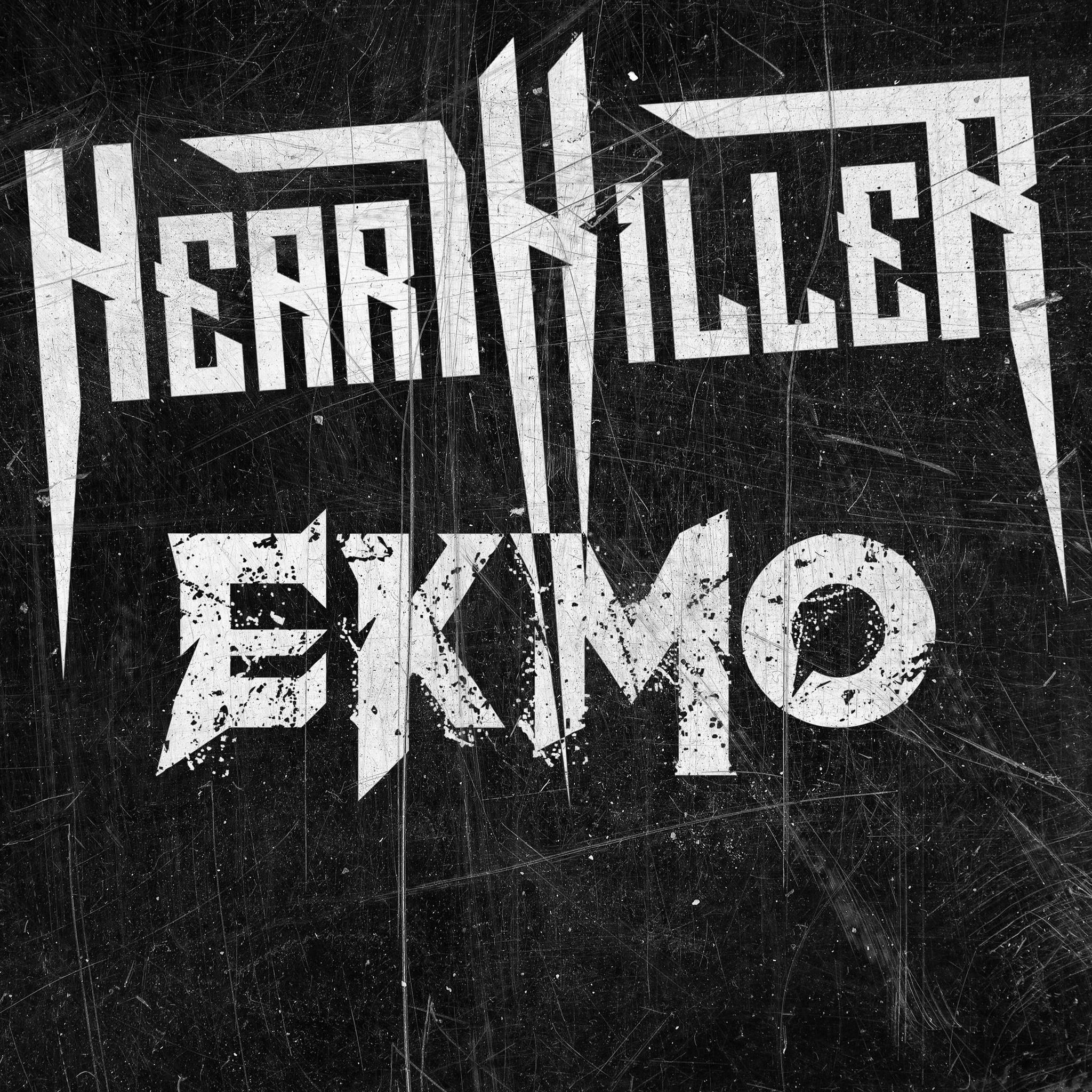
EKMO EP lemezborító

### Tagcserék, stúdiómunkák, EKMO (2019-2023)
A 2019-es év változásokat hozott. Miután a HK áprilisban közzétette a "Senkit nem hagyunk hátra" című lemezét, amely magába foglalta a zenekar korábbi két mini albumát (Érzéki csalódás, Élvezd) és két új dalt, a zenekar alapító basszusgitárosa Nagy Róbert távozott a zenekar soraiból. Helyére egy régi barát/zenészkolléga került Gulybán Márton személyében, valamint nyolc év elteltével ismét kétgitáros felállásban kezdték meg az intenzív koncertezést, miután Szabó Loránd csatlakozott, aki szintén egy régi harcostárs volt a debreceni metal színtérről. A covid beköszöntével a 2020-as és 2021-es év valamelyest parkolópályára tette a zenekart élő fellépések szempontjából, ám a kreatív folyamatok nem álltak le. A kényszerpihenő alatt több feldolgozást készítettek (Vad Fruttik, Ismerős Arcok, 30Y), amelyekre pozitív visszajelzések érkeztek, valamint néhány korábbi dal remake verziója is elkészült, amelyek a "Mélyütés" című új dallal kiegészülve, az azonos névre keresztelt lemezen jelentek meg 2020 októberében. Ezek mellett megszületett az "EKMO" névre keresztelt Ep, amiről 2022-ben és 2023-ban néhány dalt már közzétett a banda, teljes egészében pedig 2023. április 20-án jelent meg a finn Inverse Records gondozásában. 

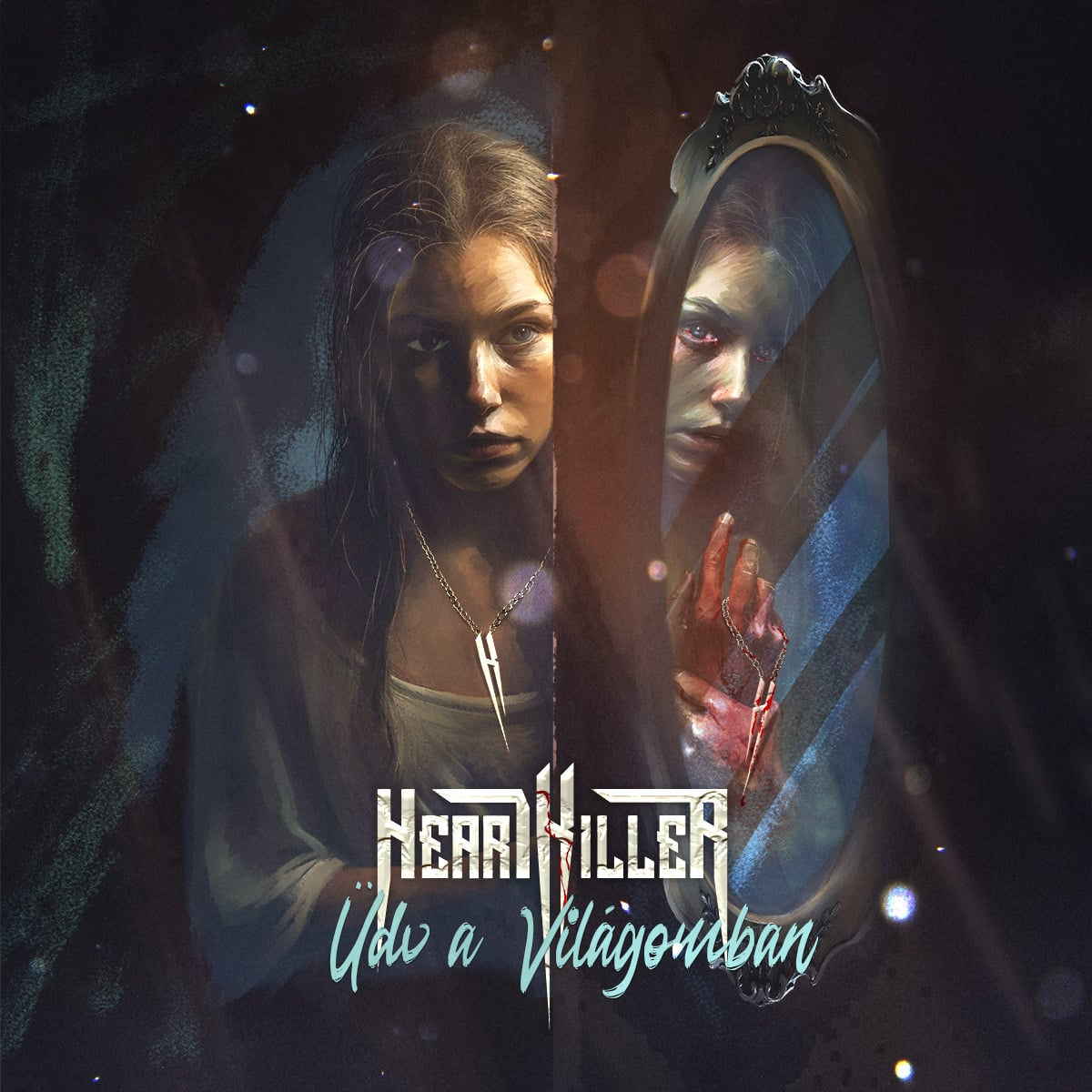
Üdv a világomban albumborító

### Üdv a világomban (2023-napjainkig)
A 2023-as év második fele és a 2024-es év a debütáló album és új videoklipek elkészítésével, valamint új dalok írásával telt. 2024 végén új tag csatlakozott a csapathoz Fazekas László személyében dobos poszton, aki a zenekar koncertjein  látható/hallható. 2023 októberében a "Hajsza közben" című feldolgozást tették közzé, ami eredetileg a legendás magyar rock zenekar, a Prognózis szerzeménye. A dalban közreműködik a Prognózis énekese Vörös István és Arany Máté, a szintén legendás Akela gitárosa. 2024 januárjában a "Lépned muszáj (Néha fáj)", áprilisban a "Haldokló belső, halott szív (Pengékkel ágyba hív )", majd júniusban az "Életre ítélve" dalokhoz készített videoklipeket tette közzé a zenekar, amelyekre pozitív visszajelzések érkeztek mind a média, mind a közönség részéről. A zenekar debütáló albuma augusztus 15-én jelenik meg "Üdv a világomban" címmel a finn Inverse Records szárnyai alatt. And the story ain't over...

## Diszkográfia

#### Stúdióalbumok
- Üdv a világomban (2025)

#### Kislemezek
- Újjászülettem EP (2011)
- Mese EP (2012)
- Küzdj az álmodért EP (2015)
- Érzéki csalódás EP (2016)
- Élvezd EP (2017)
- Senkit nem hagyunk hátra EP (2019)
- Mélyütés EP (2020)
- EKMO EP (2023)

## Tagok
- Nagy Gábor "Kenny"
- Gulybán Márton
- Szabó Loránd
- Kis Sándor
- Csiszár Gábor
- Fazekas László